# 공 (기하학)

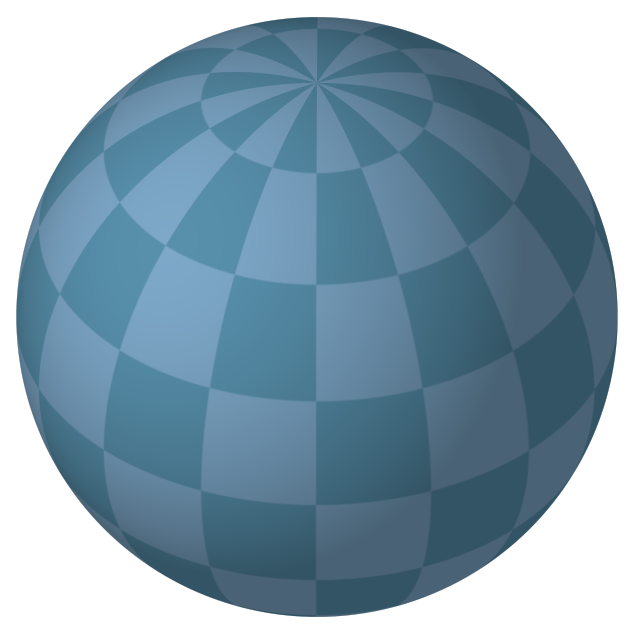
유클리드 공간에서, 공은 구 내부의 공간이다.

수학에서 공(영어: ball)은 구의 내부를 포함하는 도형이다. 경계인 구를 포함하면 닫힌 공(영어: closed ball), 포함하지 않으면 열린 공(영어: open ball)이라 한다.
3차원 유클리드 공간뿐만 아니라 일반적인 유클리드 공간이나 거리 공간, 위상 공간에서도 공을 정의할 수 있다. n차원 유클리드 공간에서 공은 n-1차원 구 내부의 공간이다. 따라서 예를 들어 2차원 유클리드 평면에서의 공은 1차원 구인 원의 내부 공간, 즉 원판이 된다.
단위공(영어: unit ball)은 반지름이 1인 공이다. 위상수학에서, n차원 유클리드 공간의 닫힌 단위공은 일반적으로 {\displaystyle B^{n}} 또는 {\displaystyle D^{n}}으로 표기하고 열린 단위공은 {\displaystyle {\text{int}}B^{n}} 또는 {\displaystyle {\text{int}}D^{n}}으로 표기한다.

## 유클리드 공간에서의 공

### 정의
유클리드 공간 {\displaystyle \mathbb {R} ^{n}}에서 {\displaystyle a\in \mathbb {R} ^{n}}와 실수 {\displaystyle r\in \mathbb {R} }이 주어졌다고 하자. {\displaystyle \|\cdot \|}은 유클리드 노름이다. 이때 공의 중심(영어: center) {\displaystyle a}와 공의 반지름(영어: radius) {\displaystyle r}에 대해 공을 다음과 같이 정의한다.
- 중심이 {\displaystyle a}, 반지름이 {\displaystyle r}인 열린 공 {\displaystyle B_{r}(a)}는 다음과 같은 집합이다.
{\displaystyle B_{r}(a)=\{x\in \mathbb {R} ^{n}\colon \|x-a\|<r\}}
- 중심이 {\displaystyle a}, 반지름이 {\displaystyle r}인 닫힌 공 {\displaystyle B_{r}[a]}는 다음과 같은 집합이다.
{\displaystyle B_{r}[a]=\{x\in \mathbb {R} ^{n}\colon \|x-a\|\leq r\}}

### 부피
유클리드 공간에서 반지름이 {\displaystyle r}인 닫힌 공의 부피 {\displaystyle V_{n}(r)}은 다음과 같다.
{\displaystyle V_{n}(r)={\frac {\pi ^{\frac {n}{2}}}{\Gamma {\left({\frac {n}{2}}+1\right)}}}r^{n}}
여기서  {\displaystyle \Gamma }는 감마 함수이다.

## 거리 공간에서의 공

### 정의
거리 공간 {\displaystyle (X,d)}에서 {\displaystyle a\in X}와 실수 {\displaystyle r\in \mathbb {R} }이 주어졌다고 하자. 이때 공의 중심 {\displaystyle a}와 공의 반지름 {\displaystyle r}에 대해 공을 다음과 같이 정의한다.
- 중심이 {\displaystyle a}, 반지름이 {\displaystyle r}인 열린 공 {\displaystyle B_{r}(a)}는 다음과 같은 집합이다.
{\displaystyle B_{r}(a)=\{x\in X\colon d(x,a)<r\}}
- 중심이 {\displaystyle a}, 반지름이 {\displaystyle r}인 닫힌 공 {\displaystyle B_{r}[a]}는 다음과 같은 집합이다.
{\displaystyle B_{r}[a]=\{x\in X\colon d(x,a)\leq r\}}

거리 공간에서는 어떤 거리를 주느냐에 따라 공이 '둥근' 형태가 아닐 수 있다. 예를 들어 유클리드 공간에서 체비쇼프 거리를 주면 공은 초입방체가 된다.
한편 일반적으로 닫힌 공이 그에 대응하는 열린 공의 폐포라고 생각할 수 있지만, 그렇지 않은 경우도 있음에 유의해야 한다.

## 참고 문헌
- William R. Wade (2003). 〈3.6 Topology of Rn〉. 《An Introduction to Analysis》 Thi판. Pearson/Prentice Hall.
- William R. Wade (2003). 〈Chapter 10 Metric Spaces〉. 《An Introduction to Analysis》 Thi판. Pearson/Prentice Hall.

## 같이 보기
- 구
- 초구